# Books Kinokuniya
Books Kinokuniya (jap. 紀伊國屋書店 Kinokuniya Shoten) – japońska sieć księgarni.
Kinokuniya Company Ltd. zostało założone w 1927 roku, a obecnie (2020) zatrudnia 5 tys. ludzi.